# La Femme sangsue
Pour plus de détails, voir Fiche technique et Distribution.

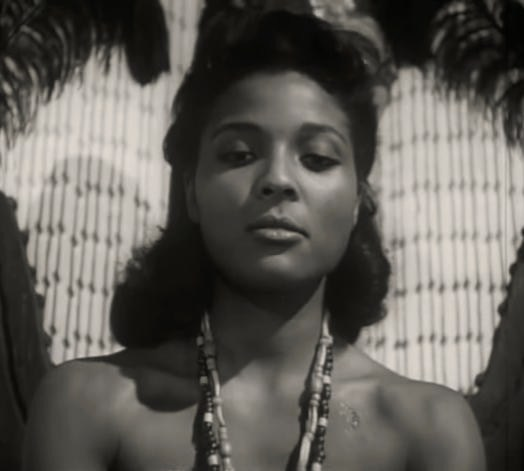
Kim Hamilton.

La Femme sangsue (The Leech Woman) est un film américain, sorti en 1960.

## Fiche technique
- Titre original : The Leech Woman
- Titre français : La Femme sangsue
- Réalisation : Edward Dein
- Scénario : Francis Rosenwald, Ben Pivar et David Duncan
- Photographie : Ellis W. Carter
- Direction artistique : Robert Clatworthy et Alexander Golitzen
- Montage : Milton Carruth
- Musique : Irving Gertz
- Société de production : Universal Pictures
- Pays d'origine :  États-Unis
- Format : Noir et blanc - 1,85:1 - Mono
- Genre : Film d'horreur
- Durée : 77 minutes
- Date de sortie : 
  - États-Unis : mai 1960

## Distribution
- Coleen Gray : June Talbot
- Grant Williams : Neil Foster
- Phillip Terry : Dr. Paul Talbot
- Gloria Talbott : Sally
- John van Dreelen : Bertram Garvay
- Kim Hamilton : Malla jeune
- Arthur Batanides : Jerry